# 파리 외방전교회

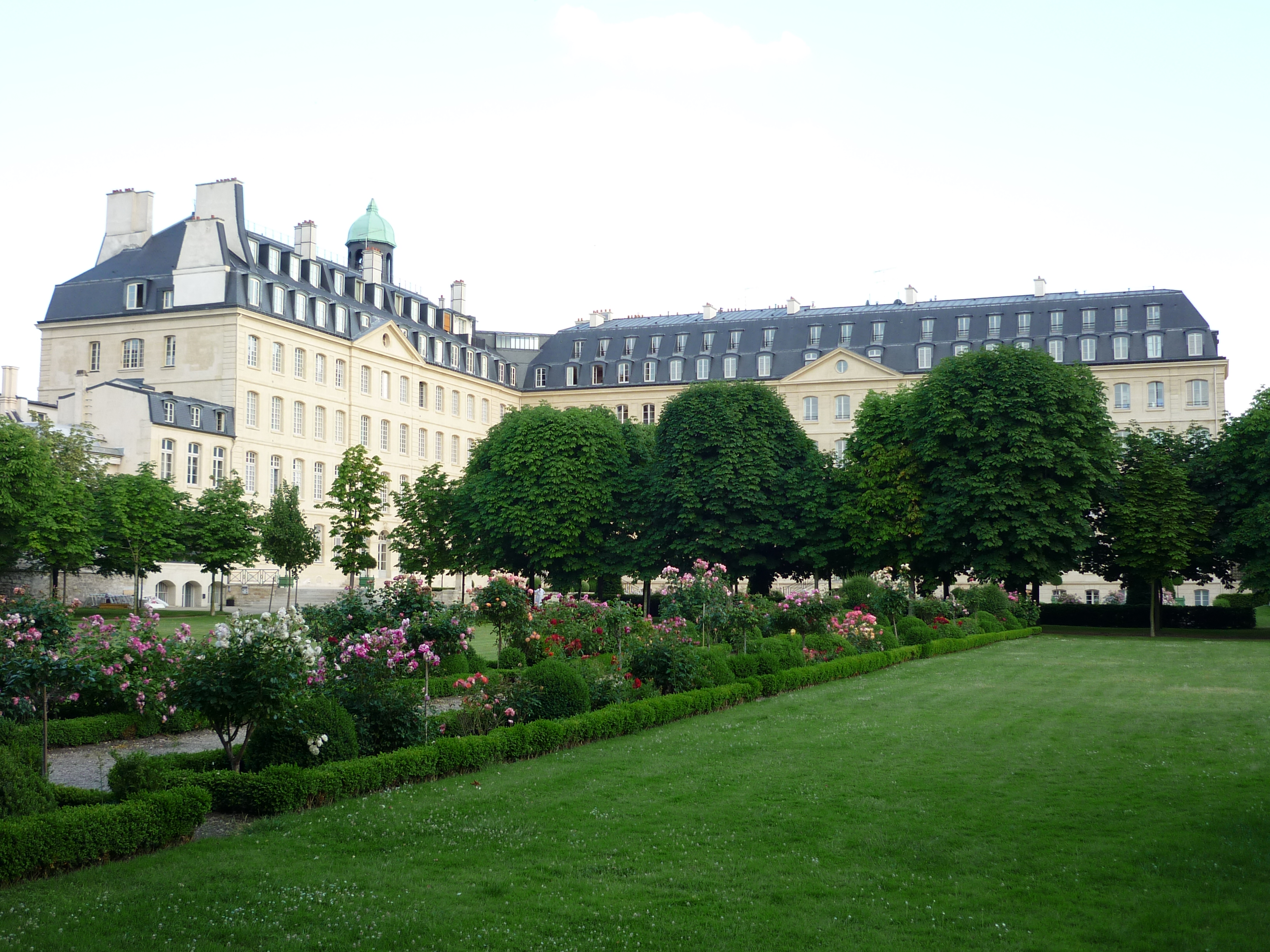

파리 외방전교회(라틴어: Societas Parisiensis missionum ad exteras gentes, 프랑스어: Missions étrangères de Paris, MEP)는 1658년 설립된 로마 가톨릭교회의 선교단체이다.

## 해외선교

### 아시아 선교
파리 외방전교회는 1659년 팔뤼(F. Pallu)와 모트(P.L. de la Motte)주교를 시암에 선교사로 보냈었다. 1664년에는 파리 외방전교회의 신학교를 설립하여 선교사들을 가르쳤다. 또한, 파리 외방전교회는 천주교 조선교구가 설립된 1831년에 바르텔르미 브뤼기에르 주교를 조선 선교사로 파견하였다. 기해박해, 병오박해, 병인박해 당시, 선교사들이 순교하거나 청나라 등으로 도피하는 일이 발생하기도 하였다.

### 한국에서의 활동
파리 외방전교회는 천주교 조선교구가 설립된 1831년에 바르텔르미 브뤼기에르 주교를 조선 선교사로 파송하였다. 하지만, 브뤼기에르 주교가 1835년 만주에서 병으로 별세하면서, 피에르 모방 신부, 앵베르(Imbert) 주교, 샤스탕(Chastan) 신부가 1836년과 1837년에 입국했다. 이들 중 모방 신부는 1836년에 김대건(金大建), 최양업(崔良業), 최방제(崔方濟)를 마카오의 신학교에 보내서 신학공부를 하게 하였다. 1837년 마카오의 신학교에 도착한 이들 신학생 세 명중 최방제는 병(위열병, 1837년11월)으로 별세하였고, 김대건과 최양업은 천주교 신부가 되어 조선교회를 위하여 일하였다. 기해박해(1838년), 병오박해(1846년), 병인박해(1866년) 때 선교사들이 순교하거나 중국으로 도피하는 수난을 겪었으나, 1886년 한불조약으로 종교의 자유를 허용받았다. 한국전쟁 때에도 개신교와 성공회처럼 순교자들을 내었다. 한국인 성직자 양성, 학교 설립 등의 업적을 남겼으며, 한국본부는 서울 서대문구 충정로 2가에 있다.

## 같이 보기
- 예수회
- 스타니슬라스 페롱(Stanislas Féron)
  - 남연군 분묘 도굴 사건
- 용산신학교와 원효로성당
  - 서울 용산신학교
  - 서울 원효로 예수성심성당